# Cinnamomum cebuense
Cinnamomum cebuense är en lagerväxtart som beskrevs av André Joseph Guillaume Henri Kostermans. Cinnamomum cebuense ingår i släktet Cinnamomum och familjen lagerväxter. Inga underarter finns listade i Catalogue of Life.